# Anua pallescens
Anua pallescens är en fjärilsart som beskrevs av W. Warren 1913. Anua pallescens ingår i släktet Anua och familjen nattflyn. Inga underarter finns listade i Catalogue of Life.